# Aline Zomo-Bem
Aline Zomo-Bem est une écrivaine et humoriste française d'origine camerounaise.

## Biographie

### Enfance, éducation et débuts
Aline Zomo-Bem est née en France de parents camerounais originaires de Zoétélé. Elle est la fille ainée d'Abel Zomo-Bem, un ancien journaliste camerounais qui a travaillé pour la CRTV,,,. Elle arrête ses études tôt et se forme sur le tas, tout en faisant des ménages.

### Carrière
D'abord présente sur les salles et les plateaux de télévision comme la CRTV, Aline Zomo-Bem se lance dans l'écriture, en devenant auteure de plusieurs ouvrages tous publiés chez Édilivre,,,.
De son ouvrage L'Enfant de ma mère m'a violée paru en février 2013, elle dit: 

« Mon désir d'en parler vient de ma volonté de donner le courage à toutes ces femmes violées de dénoncer leur violeur. »

Elle ajoute : 

« Je porte aussi le message d'une immigration qui en a marre des clichés et des boulots de merde. Je fais partie de cette génération d'immigrés qui ont décidé de briser le silence et de soigner leurs blessures grâce à l’écriture. Des ménages à l'écriture, ça été long, mais j'y suis parvenue par la force de mon courage et mon audace. »

En 2022, durant la CAN, elle est accusée d'être une des influenceuses prise en charge par l'état du Cameroun,.

## Œuvres
- L'enfant de ma mère m'a violée, 2013[12]
- Putes d'honneur, Edilivre, 2014[13]

## Spectacles
- La Comtesse du rire (2015)[14]

## Distinction
- Trophée des leaders à l'Assemblée nationale du Cameroun[5].